# Northamptonshire Football Combination
De Northamptonshire Football Combination is een Engelse regionale voetbalcompetitie. Er zijn 8 divisies (5 voor eerste elftallen en 3 voor reserves). 
De Premier Division bevindt zich op het 11de niveau in de Engelse voetbalpiramide.